# ハワイのクリスマス

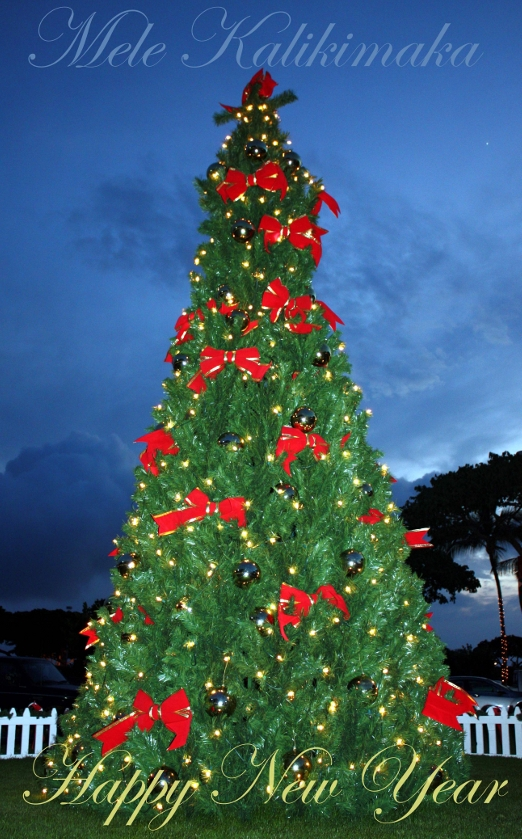
ハワイのクリスマス・ツリーのポストカード

ハワイのクリスマスは、西欧諸国と同様にアメリカ合衆国ハワイ州で毎年行われる重要な祝祭の一つである。

## 歴史
ハワイにおける祝祭としてのクリスマスは、この地を訪れたプロテスタントの宣教師が紹介したもので、1820年以降に始まったと考えられている。その伝統的な要素のほとんどは宣教師が持ち込んだものである。ハワイの住人が今日のような形でクリスマスを祝う以前には、マカヒキという祭りがあった。このマカヒキが催される4カ月の間、すべての争いは禁じられていた。当時からすでに「あらゆる人へ平穏と善意があるように」という祝祭としてのクリスマスのエッセンスがあったといえる。
行事としてハワイに定着する以前に行われたクリスマスは、1786年のものが最初の記録として残る。これは、商船クイーンシャーロット号の船長ジョージ・ディクソンが、ハワイのカウアイ島に停泊していたときのことだった。ディクソンと船員たちは丸焼きの豚など豪勢な晩餐をとりクリスマスを祝ったという。
1856年にはカメハメハ4世とエンマ王妃が、感謝の日として公式にクリスマスを祝った。1858年のクリスマス・イブにメアリー・ドミニスがワシントンプレイスで催したパーティは、ハワイでは始めたクリスマス・ツリーとサンタクロースが前面に押し出されたものであった。1862年、カメハメハ4世はクリスマスを公的な休日と定めた。

## 現代のクリスマス
ホノルル市では毎年、煌びやかな照明で飾り立てられた、高さ50フィート (15 m)のノーフォークマツのクリスマスツリーをメインとした光のセレモニーを開催している。この催しでは同時にライブミュージックも演奏される。
とはいえ伝統行事としてみた場合には他の地域と特に変わることはない。大量の食事が提供されるほか、ハワイではビーチが近いため、サーフィンや水泳を行う人も多いし、ビーチではギターやウクレレが演奏され、フラダンスを踊る人もいて、訪れた人を飽きさせない。サンタクロースの帽子こそ皆がかぶるが、伝統的なサンタクロースのそりとトナカイは、アウトリガーカヌーとイルカに置き換えられる。ハワイの島々には多様な文化や民族があるが、ハワイにおけるクリスマスは宗教的であるにせよ世俗的であるにせよ、彼ら独自の仕方で祝われてはいる。サンタクロース（ハワイの言葉ではカナカロナ, Kanakaloka）もその特徴的な赤と白の服を脱ぎ、アロハシャツを着る。
クリスマス・リースはポインセチアで作られる。

## メレ・カリキマカ

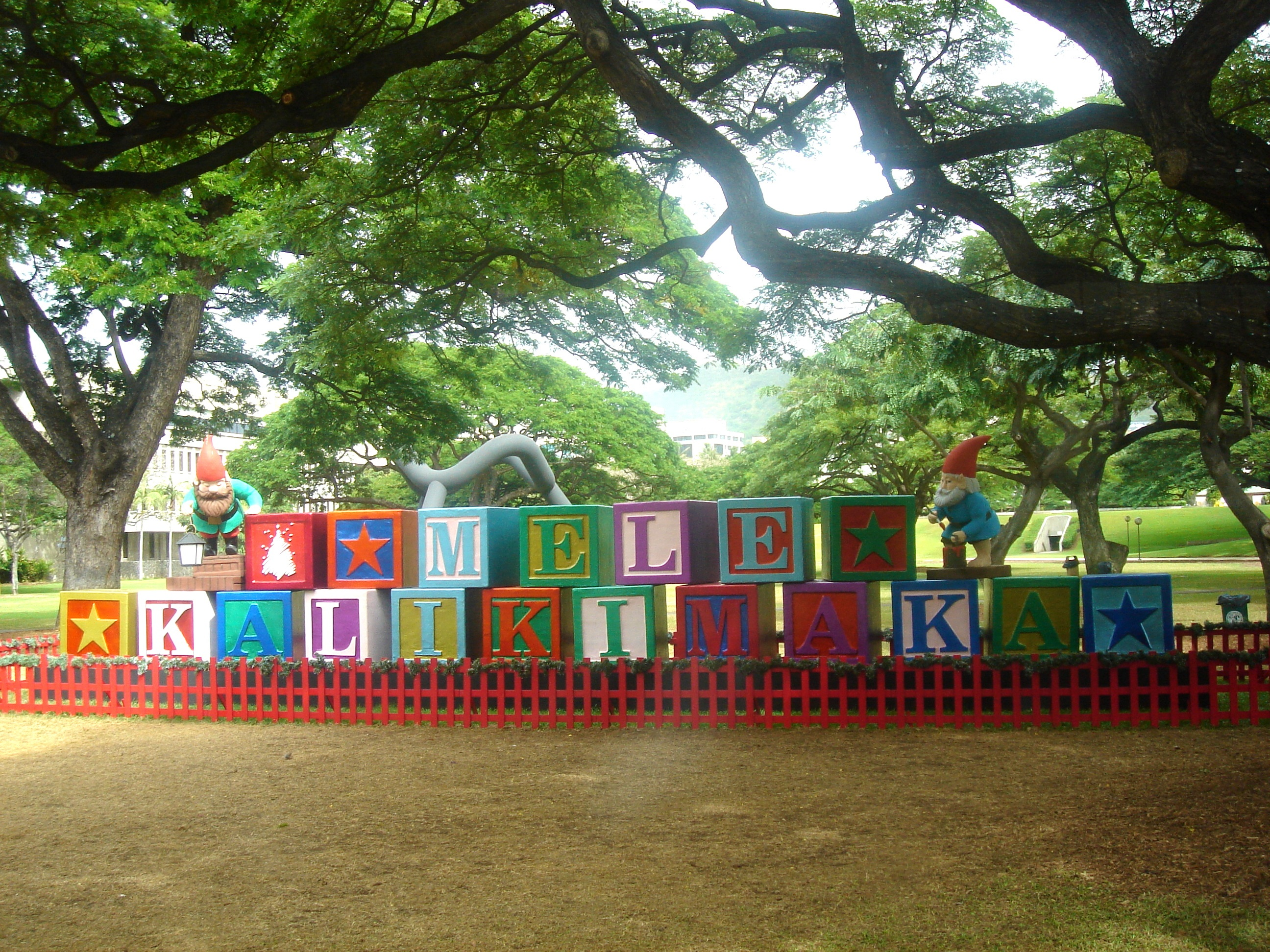
メレ・カリキマカ

メレ・カリキマカのフレーズはハワイ語で「メリー・クリスマス」を訳したものである。これは1949年にロバート・アレックス・アンダーソンが作曲したハワイをテーマとしたクリスマス・ソングでもある。このフレーズは英語からの直接的な借用語であるが、ハワイ語では異なる音韻系を持っている（特にハワイ語では英語の/r/や/s/を持たないし、音節の終わりに子音を許す音韻的制約もない）ために「メリー・クリスマス」は「メレ・カリキマカ」となった。
より現代的な曲にビーチ・ボーイズのコンピレーションアルバム『Ultimate Christmas』に収録された『Melekalikimaka』と呼ばれる曲がある。